# Cintractiella
Cintractiella är ett släkte av svampar. Cintractiella ingår i familjen Cintractiellaceae, ordningen Ustilaginales, klassen Ustilaginomycetes, divisionen basidiesvampar och riket svampar.
| Cintractiella | \| \| Cintractiella lamii \| \| \| \| \| \| Cintractiella diplasiae \| \| \| \| |
|               | \| \| Cintractiella lamii \| \| \| \| \| \| Cintractiella diplasiae \| \| \| \| |
|               | Cintractiella lamii                                                             |
|               |                                                                                 |
|               | Cintractiella diplasiae                                                         |
|               |                                                                                 |

|  | Cintractiella lamii     |
|  |                         |
|  | Cintractiella diplasiae |
|  |                         |